# Kakan (Jomala, Åland)
Kakan är ett skär i Åland (Finland). Det ligger i den södra delen av landskapet, 7 km sydväst om huvudstaden Mariehamn.
Terrängen runt Kakan är mycket platt. Närmaste större samhälle är Mariehamn, 7,2 km nordost om Kakan. 